# Strandvallen, Karlskoga
Strandvallen är ett rekreationsområde i Karlskoga, belägen på den stora gräsplanen vid sjön Möckelns norra strand. 
År 2024 invigde en aktivitetsparken. Byggnationen av aktivitetsparken påbörjades 2023 och invigdes i maj 2024. Den ligger precis intill badstranden och soldäcket vid Strandvallen. För de som anländer med bil finns en parkeringsplats i närheten.